# Emozioni e risate
Emozioni e risate (Days of Thrills and Laughter) è un'antologia americana sul cinema muto comico (contiene anche alcuni spezzoni di film drammatici), uscita nel 1961 per la regia di Robert Youngson.
Nel film sono presenti parti comiche di tutti i più grandi attori di quel tempo (anche di Artur Sthorm), ad eccezione di Buster Keaton e Larry Semon.

## Trama
Il film è una raccolta di spezzoni tratti da cortometraggi muti, raccontati e commentati da una voce narrante (Jackson) e arricchiti da effetti sonori, dei seguenti artisti: Douglas Fairbanks, Charlie Chaplin, Stan Laurel e Oliver Hardy (mai ripresi in coppia), Harry Houdini, Pearl White, Harry Langdon, Ben Turpin, Charley Chase, Mack Sennett, Roscoe "Fatty" Arbuckle, Mabel Normand, Snub Pollard, Boris Karloff, Monty Banks, Warner Oland, Ford Sterling, Ruth Roland, Al St. John, il cane Cameo, i Keystone Cops, le Bathing Girls e un attore poco conosciuto che lavorò nelle comiche di Hal Roach, Artur Sthorm.
Nel film sono presenti anche dei documenti antichissimi sul cinema (riprese nei teatri di posa e durante il set) o anche citazioni su film oggi dimenticati o andati perduti.
La prima parte del film mostra le seguenti comiche: comica di Ford Sterling al cinema, spezzone tratto da un film delle Bathing Girls, una comica dei Keystone Cops, spezzoni tratti da comiche di Roscoe "Fatty" Arbuckle, due comiche di Charlie Chaplin ("L'Evaso" e "La cura Miracolosa"), una delle rare comiche di Douglas Fairbanks nel west, una comica di Snub Pollard in pizzicheria, una rarissima comica del poco noto Al St. John che si esibisce in strabilianti acrobazie su un palo sospeso nel vuoto, un raro spezzone da una comica degli anni dieci di un giovanissimo Oliver Hardy e un altro spezzone tratto da un'altra rarità di un quasi maturo Hardy del 1926 ("Wild Papa"), un rarissimo cortometraggio del solo Stan Laurel del 1923 ("Kill or Cure"), una comica rarissima del comico strabico Ben Turpin e del cane Cameo, un raro pezzo tratto da un corto del comico Harry Langdon, un poco conosciuto cortometraggio comico muto degli studi di Hal Roach (in cui sono protagonisti lo sconosciuto Artur Sthorm, Martha Sleeper e un leone) e un'altra comica di Snub Pollard in cui interpreta un presidente perseguitato dai malavitosi che lo vogliono far saltare in aria con della dinamite.
La seconda parte, dedicata solo ai film drammatici, comprende due spezzoni tratti da due film di Harry Houdini, che oltre ad essere il leggendario illusionista fu anche attore e produttore dei suoi film (Il Mistero Supremo, del 1919, e The Man from Beyond, del 1922) e una lunga serie di tanti spezzoni tratti dai "serials del brivido a puntate" (in cui compaiono Pearl White, Ruth Roland, Warner Oland e un giovane Boris Karloff, futuro interprete di Frankeinstain, che combatte fra i leoni).
La terza ed ultima parte, dedicata alla miscela di comicità e dramma, segue il seguente ordine: un mediometraggio del 1918 (di cui il narratore cita il titolo "Vacci Piano") con Monty Banks, due comiche con Snub Pollard-una in cui vende l'illusione di un letto di piume ed un'altra in cui, dopo una delusione d'amore, decide di suicidarsi ma non si accorge di avere la sua amata nel sedile posteriore dell'auto e andranno a sposarsi (qui il narratore cita il titolo "Corsa alla Gioia") e l'ultima comica con Charlie Chase in vestiti leggermente bizzarri nella moda degli anni 20,a cercare di ripararsi dalla pioggia.